# Биржайский договор
Биржайский договор (иначе Бирженский трактат или Договор в Биржах) — союзный договор в ходе Великой Северной войны, заключённый 26 февраля (9 марта) 1701 года в Биржае русским царём Петром I с королём Речи Посполитой и курфюрстом Саксонии Августом II. Договору предшествовала битва при Нарве, а также безуспешные попытки польско-саксонского монарха заключить сепаратный мир со Швецией. Договор был призван обновить антишведский союз и включал в себя следующие пункты:
- союзники взаимно обязывались не заключать сепаратного мира
- Пётр I должен был послать в распоряжении Августа II вспомогательный корпус численностью 15—20 тысяч человек при 40 пушках
- русский царь обещал ежегодно давать польскому королю денежную субсидию в размере 100 тысяч рублей

Чуть позже был согласован план военных действий, по которому Август при помощи русского корпуса обязывался в том же году осадить Ригу, в то время как русские войска должны были отвлекать шведов в Ингерманландии и совершать набеги в Финляндию. После взятия Риги обе стороны намеревались выступить к Нарве. На случай наступления Карла XII на Москву Август обещал послать России в помощь саксонские корпуса.